# Speedway of Nations
Speedway of Nations – cykl zawodów żużlowych organizowanych pod patronatem Międzynarodowej Federacji Motocyklowej od 2018 roku, zastępując rozgrywany w latach 2001–2017 drużynowy Puchar Świata, będący kontynuacją drużynowych mistrzostw świata organizowanych od 1960 roku.
Drużyny narodowe rywalizują w formie par (w latach 2019–2021 z obowiązkowym startem rezerwowego), jednakże zwycięzcy otrzymują tytuł Drużynowych Mistrzów Świata, taki sam, jak wcześniej zwycięzcy DPŚ.
W 2020 roku poinformowano, że drużynowy Puchar Świata będzie ponownie organizowany, co trzy lata, od 2023 roku, natomiast w pozostałych latach rozgrywany będzie turniej Speedway of Nations.

## Format
Każde spotkanie odbywa się między siedmioma drużynami narodowymi, a każda drużyna narodowa reprezentowana jest przez dwóch zawodników. Trzeci zawodnik, który do 2021 roku musiał mieć 21 lat lub mniej (obecnie bez limitu wiekowego), jest zawodnikiem rezerwowym i może być wprowadzony w dowolnym momencie. Każda para jeździ przeciwko sobie jeden raz. Łączna suma punktów każdej pary zostanie wykorzystana do ustalenia wyniku końcowego.
Dwa półfinały rozgrywane były kiedyś w różnych krajach, a obecnie rozgrywane są na tym samym obiekcie na kilka dni przed turniejem finałowym. Trzy najlepsze drużyny w każdym z nich awansują do finału. Finał rozgrywany jest pomiędzy gospodarzami a sześcioma zakwalifikowanymi państwami. Po rundzie zasadniczej najlepsza reprezentacja awansuje bezpośrednio do Wielkiego Finału, a drużyny z 2. i 3. pozycji walczą w biegu barażowym. Przegrani kończą zawody z brązowym medalem, a zwycięzcy awansują do Wielkiego Finału. Zwycięzca Wielkiego Finału zostaje mistrzem Speedway of Nations.

## Medaliści
| Rok                                 | Miejsce    | Złoto                                                                          | Srebro                                                                     | Brąz                                                            |
| ----------------------------------- | ---------- | ------------------------------------------------------------------------------ | -------------------------------------------------------------------------- | --------------------------------------------------------------- |
| 2018                                | Wrocław    | Rosja · Artiom Łaguta · Emil Sajfutdinow · Gleb Czugunow                       | Wielka Brytania · Tai Woffinden · Craig Cook · Robert Lambert              | Polska · Maciej Janowski · Patryk Dudek · Maksym Drabik         |
| 2019                                | Togliatti  | Rosja · Emil Sajfutdinow · Artiom Łaguta · Gleb Czugunow                       | Polska · Maciej Janowski · Bartosz Zmarzlik · Maksym Drabik · Patryk Dudek | Australia · Jason Doyle · Max Fricke · Jaimon Lidsey            |
| 2020                                | Lublin     | Rosja · Emil Sajfutdinow · Artiom Łaguta · Jewgienij Sajdullin                 | Polska · Bartosz Zmarzlik · Szymon Woźniak · Dominik Kubera                | Dania · Leon Madsen · Anders Thomsen · Marcus Birkemose         |
| 2021                                | Manchester | Wielka Brytania · Tai Woffinden · Robert Lambert · Tom Brennan · Daniel Bewley | Polska · Bartosz Zmarzlik · Maciej Janowski · Jakub Miśkowiak              | Dania · Leon Madsen · Mikkel Michelsen · Mads Hansen            |
| 2022                                | Vojens     | Australia · Jason Doyle · Max Fricke · Jack Holder                             | Wielka Brytania · Daniel Bewley · Robert Lambert                           | Szwecja · Fredrik Lindgren · Oliver Berntzon · Victor Palovaara |
| W roku 2023 turnieju nie rozegrano. |            |                                                                                |                                                                            |                                                                 |
| 2024                                | Manchester | Wielka Brytania · Robert Lambert · Daniel Bewley · Tom Brennan                 | Australia · Jack Holder · Max Fricke · Brady Kurtz                         | Szwecja · Fredrik Lindgren · Jacob Thorssell · Oliver Berntzon  |
| 2025                                | Toruń      |                                                                                |                                                                            |                                                                 |

## Klasyfikacja medalowa

### Według państw
Stan po sezonie 2024
| Lp. | Państwo         | Złoto | Srebro | Brąz | Razem |
| --- | --------------- | ----- | ------ | ---- | ----- |
| 1.  | Rosja           | 3     | –      | –    | 3     |
| 2.  | Wielka Brytania | 2     | 2      | –    | 4     |
| 3.  | Australia       | 1     | 1      | 1    | 3     |
| 4.  | Polska          | –     | 3      | 1    | 4     |
| 5.  | Dania           | –     | –      | 2    | 2     |
| 5.  | Szwecja         | –     | –      | 2    | 2     |

### Według zawodników
Stan po sezonie 2024
Tabela obejmuje pierwszą 10. najbardziej utytułowanych zawodników.
| Lp. | Zawodnik         | Państwo         | Lata      | Złoto | Srebro | Brąz | Razem |
| --- | ---------------- | --------------- | --------- | ----- | ------ | ---- | ----- |
| 1.  | Artiom Łaguta    | Rosja           | 2018–2020 | 3     | –      | –    | 3     |
| 1.  | Emil Sajfutdinow | Rosja           | 2018–2020 | 3     | –      | –    | 3     |
| 3.  | Robert Lambert   | Wielka Brytania | 2018–2024 | 2     | 2      | –    | 4     |
| 4.  | Daniel Bewley    | Wielka Brytania | 2021–2024 | 2     | 1      | –    | 3     |
| 5.  | Gleb Czugunow    | Rosja           | 2018–2019 | 2     | –      | –    | 2     |
| 5.  | Tom Brennan      | Wielka Brytania | 2021–2024 | 2     | –      | –    | 2     |
| 7.  | Max Fricke       | Australia       | 2019–2024 | 1     | 1      | 1    | 3     |
| 8.  | Tai Woffinden    | Wielka Brytania | 2018–2021 | 1     | 1      | –    | 2     |
| 8.  | Jack Holder      | Australia       | 2022–2024 | 1     | 1      | –    | 2     |
| 10. | Jason Doyle      | Australia       | 2019–2022 | 1     | –      | 1    | 2     |

Pogrubioną czcionką – zostali zaznaczeni zawodnicy, którzy kontynuują karierę żużlową.

## Reprezentacje występujące
Legenda
- – mistrzostwo
- – wicemistrzostwo
- – trzecie miejsce
- 4–7 – miejsca 4–7
- •  – nie zakwalifikowali się do finału
- ••  – zgłoszeni do rozgrywek, ale nie wystąpili lub wycofali się
- –  – nie brali udziału
- –  – zawieszeni
- – gospodarze finału

| Finaliści         | 2018 (7) | 2019 (7) | 2020 (7) | 2021 (7) | 2022 (7) | 2024 (7) | 2025 (7) |
| ----------------- | -------- | -------- | -------- | -------- | -------- | -------- | -------- |
| Australia         | 5        | Bronze   | 5        | 4        | Gold     | Silver   |          |
| Czechy            | •        | •        | 7        | •        | 5        | •        |          |
| Dania             | 4        | 4        | Bronze   | Bronze   | 4        | 6        |          |
| Finlandia         | •        | •        | –        | •        | 7        | •        |          |
| Francja           | •        | •        | –        | 5        | •        | •        |          |
| Łotwa             | •        | •        | –        | 6        | •        | 7        |          |
| Niemcy            | 7        | 6        | ••       | •        | •        | 4        |          |
| Polska            | Bronze   | Silver   | Silver   | Silver   | 6        | 5        |          |
| Rosja             | Gold     | Gold     | Gold     | •        | –        | –        | –        |
| Szwecja           | 6        | 5        | 4        | 7        | Bronze   | Bronze   |          |
| Wielka Brytania   | Silver   | 7        | 6        | Gold     | Silver   | Gold     |          |
| Pozostali         | 2018 (7) | 2019 (7) | 2020 (7) | 2021 (7) | 2022 (7) | 2024 (7) | 2025 (7) |
| Argentyna         | –        | –        | –        | –        | –        | –        |          |
| Norwegia          | –        | –        | –        | –        | •        | •        |          |
| Słowacja          | –        | –        | –        | –        | ••       | –        | –        |
| Słowenia          | •        | •        | –        | •        | •        | •        |          |
| Stany Zjednoczone | •        | •        | –        | •        | •        | •        | ••       |
| Ukraina           | •        | •        | –        | •        | •        | •        |          |
| Włochy            | •        | •        | –        | •        | •        | •        |          |